# قالی اهر

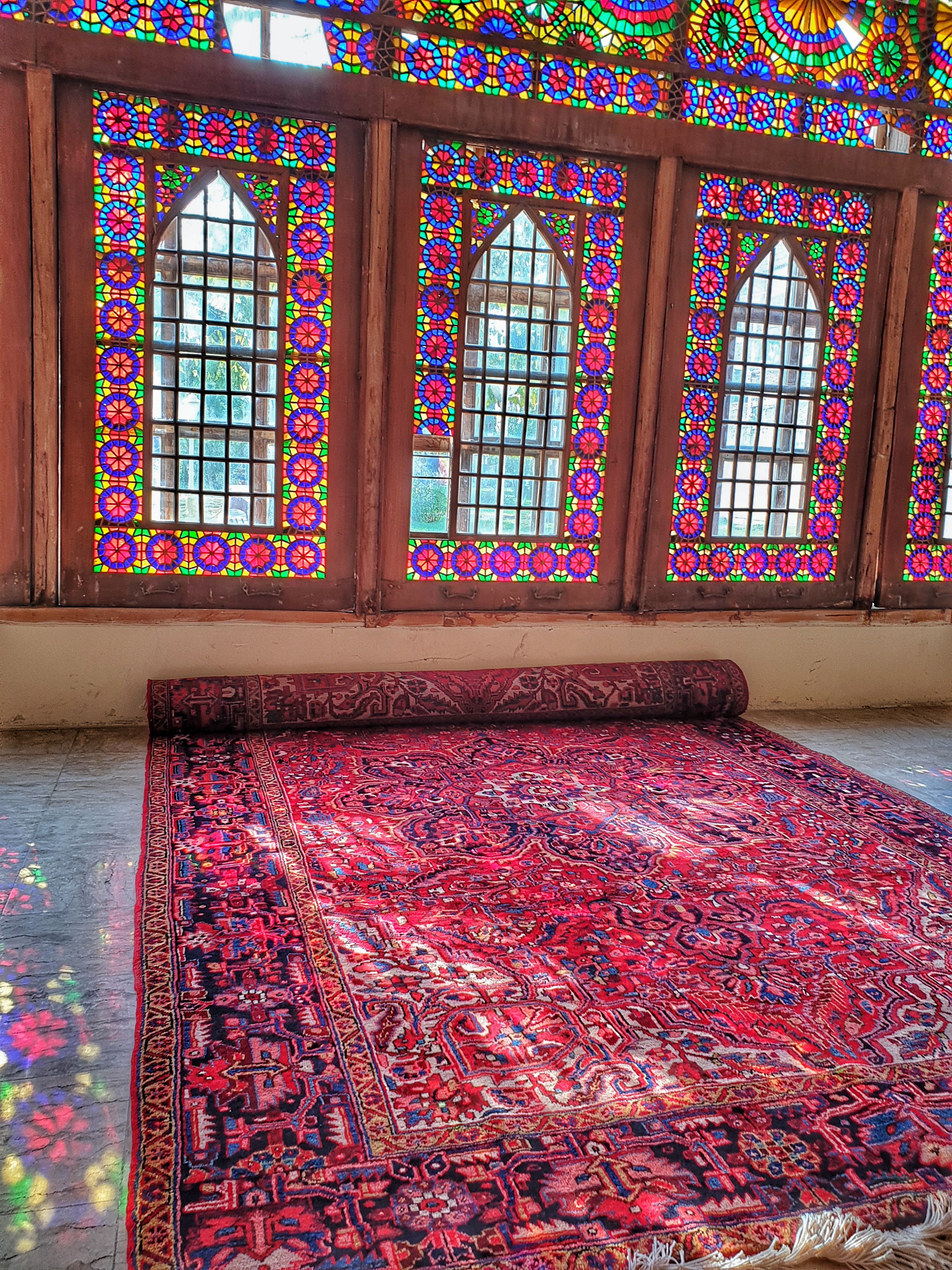
نمایی از یک‌نوع قالی دست‌بافت، تولید اهر - ۲۰۱۹

قالی اهر گونه‌ای قالی ایرانی است که در اهر تولید می‌شود. نُه نمونه طرح فرش در روستاهای اهر تولید می‌شود که عبارت‌اند از؛ خونیق (اوش‌دستک، تاجری)، چشمه‌وزان (چشمه‌وزان)، قورچی‌کندی (قورچی) مزرعۀ حاج‌عابدین (بالیقلی، تاجری)، کقالق (صمدی، تاجری) و روستای کلهور (تاجری). بافندگان روستایی معمولاً بافت قالی را به‌صورت حفظی و بدون استفاده از نقشه انجام می‌دهند.